# Jean-Luc Tichadou
Jean-Luc Tichadou né à Oran le 11 juillet 1954, est un peintre, illustrateur, miniaturiste et restaurateur d'œuvres d'art, il est également diplômé de l'Institut du Film d'Animation (1975).

## Biographie
Depuis son enfance, Jean-Luc Tichadou se passionne pour l'histoire et les uniformes. Il se spécialise dans la miniature et travaille avec la maison d'édition d'art monégasque Arts et Couleurs, spécialisée dans l'édition de luxe, notamment sur la Révolution française, tout en se consacrant parallèlement à sa passion avec une prédilection pour les tenues chatoyantes du Premier Empire et des troupes Coloniales. À la demande de la ville de Nice, Jean-Luc Tichadou a réalisé une série de miniatures sur l'Armée d'Afrique.
Il collabore ensuite tout d'abord en tant qu'illustrateur notamment sur une série d'articles, Un soldat ses uniformes (De gaulle, La Fayette, Bugeaud, Ney, Pichegru, etc.) avec des revues spécialisées (histoire et uniformologie.) paraissant en France et à l'étranger, puis en tant qu'auteur-illustrateur (Commission des Arts, les Guides de Bonaparte, etc.) son travail s'appuyant sur d'importantes recherches notamment au S.H.A.T (département "Terre") à Vincennes.
Nommé Peintre agrée de l'Armée en 1996 par décret du Ministre de la Défense, il est titularisé en octobre 2007, après trois renouvellements de son agrément (JORF. 2000, 2002, 2005).
Cette même année, il reçoit les félicitations du général Masson, Général Délégué au Patrimoine de l'Armée de Terre, pour sa contribution à la sauvegarde du Patrimoine et son travail au profit des peintres de l'Armée.
Tout comme ses confrères et maîtres Eugène Leliepvre, Lucien Rousselot, rien n'est anecdotique, rien n'est laissé au hasard, Jean-Luc Tichadou, introduit dans ses reconstitutions militaires passées, par souci d'exactitude historique, une rigueur étayée par d'importantes recherches en archives.
Son tableau Les Hussards - Patrouille du Désert, 1er régiment de hussards parachutistes (Musée des hussards de Tarbes) est primé au VIIe salon national des peintres officiels de l'armée, Hôtel National des Invalides (1991).
Invité à de grandes expositions en France et à l'étranger (Italie, Espagne, Belgique Principauté de Monaco, etc.) nombre de ses œuvres figurent dans des collections privées, salle d'honneur de régiment, Délégation au Patrimoine, écoles, musées, ministères…

## Le style JLT
La peinture de Jean-Luc Tichadou, est avant tout passionnée, visuelle et sincère comme il aime à le dire : « c'est une recherche permanente de la vérité, indispensable à la peinture historique », qui lui permet de restituer fidèlement et artistiquement l'ambiance et le pittoresque de la vie quotidienne ou en campagne du soldat sous tous aspects… avec toutefois un attachement pour les Troupes de Marine auxquelles il reste fidèle.
Héritier des grands maitres orientalistes, mais en même temps de ses illustres prédécesseurs : Édouard Detaille, Alphonse de Neuville, Georges Scott, son style se caractérise par une exigence de réalisme, alliée aux chaudes harmonies des couleurs de sa palette et au rendu de la lumière dans ses tableaux, propices pour recréer l'atmosphère impalpable propre à chacun des évènements représentés.

## Le restaurateur
Tout à fait complémentaire à celle de POA, son activité de restaurateur lui permet par ses interventions de préserver, entre autres, les œuvres de ses aînés conservés dans des musées et, faisant partie du Patrimoine historique.
Il reçoit en juillet 1995, du général de division Duboucher un « Diplôme d'Honneur » pour sa contribution à la sauvegarde du patrimoine de l'artillerie.
Par son talent, son style qui lui est propre, sa capacité à saisir l'ambiance et l'âme des sujets qu'il traite, sans trucs ni artifices, avec une palette resplendissante de couleur et de vie ; apanage des plus grands, Jean-Luc Tichadou est à la fois conservateur des traditions et l'un des principaux animateurs du renouveau de la peinture militaire.

## Quelques-unes de ses œuvres
Commandes et Missions
- RICM, Régiment d'Infanterie Chars de Marine (Drapeau miniature 30 × 45 cm) 1990[28]
- 6e régiment étranger de génie (les Sapeurs - Conflit du Golfe - huile sur toile 81 × 60 cm) 1991.
- 1er R. H. P. (Étendard et sa garde sur Sagaie - aquarelle 44 × 30 cm) 1993.
- 1er régiment de chasseurs d'Afrique (RCA en Indochine - aquarelle 20 × 15 cm) 1994.
- 11e régiment d'artillerie de marine (Batterie du 11e RAMa - 40 × 60 cm) 11e RAMa. 1994.
- 1er régiment d'infanterie de marine ( Etendard sur AMX 10 RC  -  aquarelle 35 × 45 cm) 1995.
- 1er régiment de spahis (Les Spahis - Aquarelle 38 × 55 cm - 1995).
- Brigade franco-allemande (Fraternité - aquarelle 45 × 33 cm) 1996.
- 8e régiment de parachutistes d'infanterie de marine (Indochine - aquarelle 32 × 45 cm) 1997.
- État-major de l'Armée de terre - T.S en 1914. (huile sur bois 40 × 55 cm) 2001, etc.

## Musées
Musée des Hussards Tarbes
- 1er R.H.P. Bercheny (Patrouille du Désert - huile sur toile 81 × 65 cm) 1991.

Musée des Troupes de Marine
Guerre du Golfe :
- 11e régiment d'artillerie de marine[29] (Les Bigors[30] - huile sur toile 100 × 65 cm) 1992.
- 21e régiment d'infanterie de marine[31] (Au contact - huile sur toile 92 × 73 cm) 1993.

Seconde Guerre mondiale :
- Régiment colonial de chasseurs de chars aux combats de Friesen[32] 1944 - (huile sur toile 92 × 73 cm) 1996.

Armée d'Afrique :
- Drapeau du 1er Régiment d'Infanterie Coloniale en 1910 (aquarelle miniature - 15 × 18 cm) 1995.
- Tirailleur Sénégalais (la Cigarette - huile sur bois 55 × 45 cm) exposée au Musée de l'Armée en 1997.

Musée de l'artillerie
- 401e Régiment d'Artillerie[33] - École de l'artillerie - Draguignan 1997.

Musée de la Légion étrangère
- Légionnaire au Tonkin (aquarelle) 2011.

## Ministère de la Défense
- Général Directeur des personnel de l'Armée de Terre (Zouave 1870) -  aquarelle 30 × 40 cm) 1993.

- Général commandant l'École d'Application de l'Artillerie (Fanion du 401e R.A -  aquarelle 50 × 40 cm) 1997.

- Chef d'État major de l'Armée de Terre[34] (Tirailleur Sénégalais -  huile sur bois - 55 × 40 cm) 1998.

- Général Inspecteur de l'Armée de Terre (Soldats de la paix -  huile sur carton) 2009.

- Général Délégué au Patrimoine (En Batterie -  huile sur toile 41 × 33 cm) 2012, etc.

## Œuvres du Salon dans des collections privées
- RICM, ex Régiment d'infanterie coloniale du Maroc (no 138 miniature 35 × 40 cm), Salon des peintres de l'Armée 1990.
- Général De Gaulle et l'Ordre de la Libération (no 139 - miniature 30 × 45 cm), Salon des peintres de l'Armée 1990.
- Sénégalais (1890 - huile sur bois, 55 × 38 cm), Salon des peintres de l'Armée 1997.
- Le Bled (Eclaireur monté des tirailleurs - huile sur bois 32 × 44 cm), Salon des peintres de l'Armée 1999.
- L'acquisition (officier des hussards - huile sur bois 30 × 40 cm), Salon des peintres de l'Armée 2001.
- Ombres et lumières (Trompette de spahis - huile sur bois exposée aux Invalides 40 × 33 cm), salon des peintres de l'Armée 2003.
- La palmeraie (vedette des chasseurs à cheval - huile sur bois 32 × 40 cm), salon des peintres de l'Armée 2005.
- Éclaireur monté des tirailleurs (Tirailleur Algérien - huile sur bois 28 × 42 cm), salon des peintres de l'Armée 2007, etc.
- Place du marché (Tirailleurs d'Oran - huile sur bois 30 × 40 cm), Salon des peintres de l'Armée 2015.

## Publications
- Michel Ney Maréchal d'Empire (1769 - 1815), Uniformes, les Armées de l'Histoire, no 113, page 50/51 - avril 1988.
- Thomas Bugeaud, duc d'Isly (1784-1849), Uniformes, les Armées de l'Histoire, no 115, page 46/47 - juin 1988.
- Le maréchal Lyautey (1854 - 1934), Uniformes, les Armées de l'Histoire, no 118, page 46/47 - novembre 1988.
- L'Expédition Française en Égypte, Art Militaire, no 1, pages 9 à 15 - novembre 1989.
- Gilbert du Motier, marquis de La Fayette, Uniformes, les Armées de l'Histoire, no 126, page 46/47 - mai 1989.
- Pichegru, général perdu par la politique, Uniformes, les Armées de l'Histoire, no 128, page 46/47 - juin 1989.
- L'Expédition Française en Égypte, Art Militaire, pages 26 à 34 - no 2 février 1990.
- Les Guides de Bonaparte - Gazette des Armes & des Uniformes - 1991.
- L'Armée d'Afrique (Cartes postales avec historique du régiment) - 1991.
- La Légion Nautique, Gazette des Armes & des Uniformes - 1992.
- Les Aérostiers, Le Bivouac - 1992.
- La Commission des Sciences et des Arts, Gazette des Uniformes no 141, pages 8 à 11 - mars-avril 1993.
- L'escadrille des Cigognes (Spa3) , Gazette des Armes & des Uniformes - 1995.
- Femmes de l'ombre et l'Ordre de la Libération - (2012).
- Personnages et Armoiries premier Empire - (reportage FR3 Corse et télévisions régionales (Nice).
- L'expédition française contre la régence d'Alger - La Gazette des armes et des uniformes no 220, p. 54 à 61 - mars 1992.
- L'artillerie et le génie de débarquement - La Gazette des uniformes no 136, page 17 à 21 - mai 1992.